# إيفان سميث (لاعب كرة قدم)
إيفان سميث (بالإسبانية: Iván Smith)‏ هو لاعب كرة قدم أرجنتيني في مركز الوسط، ولد في 24 مارس 1999 في Berazategui Partido ‏ في الأرجنتين. لعب مع غودوي كروز.

## وصلات خارجية
- إيفان سميث (لاعب كرة قدم) على موقع قاعدة بيانات كرة القدم.إي يو (الإنجليزية)
- إيفان سميث (لاعب كرة قدم) على موقع Soccerway.com (الإنجليزية)